# Мамады
Мамады (баш. Мамаҙы) — деревня в Бураевском районе Республики Башкортостан Российской Федерации. Входит в состав Азяковского сельсовета.

## География

### Географическое положение
Расстояние до:
- районного центра (Бураево): 25 км,
- центра сельсовета (Азяково): 14 км,
- ближайшей ж/д станции (Янаул): 93 км.

## История
В материалах Первой ревизии, в 1722 году в деревне были учтены 37 душ мужского пола служилых татар.

## Население
| 2002 | 2009 | 2010 |
| ---- | ---- | ---- |
| 367  | ↘365 | ↘339 |

Согласно переписи 2002 года, преобладающая национальность — удмурты (94 %).